# 池内駅
池内駅（チネえき）は、大韓民国慶尚南道金海市にある釜山-金海軽電鉄の駅である。駅番号は11。

## 歴史
- 2011年9月9日 - 開業。

## 駅構造
相対式ホーム2面2線を有する高架駅で、フルスクリーンタイプのホームドアが設置されている。

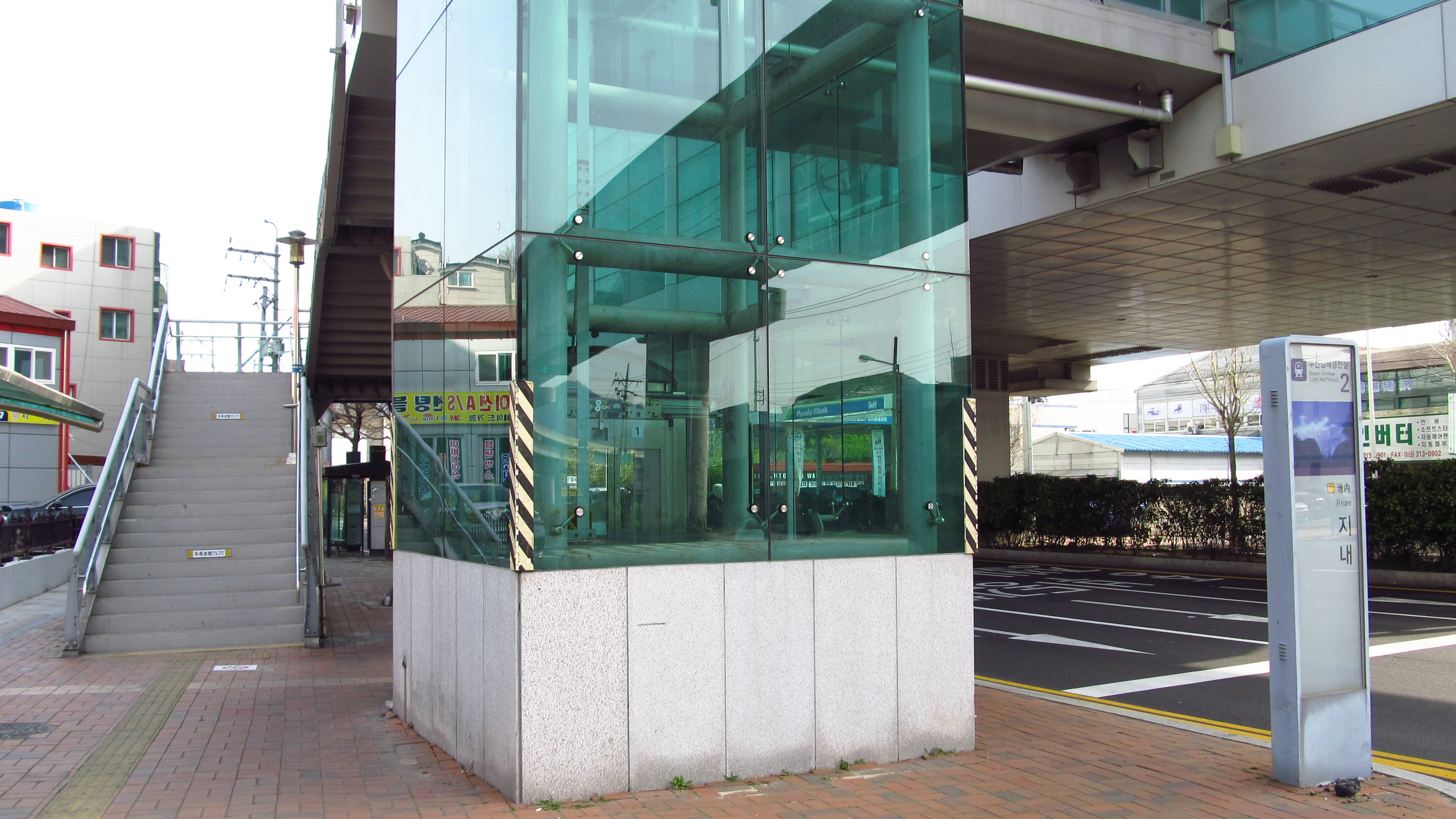
2番出入口（2018年3月）
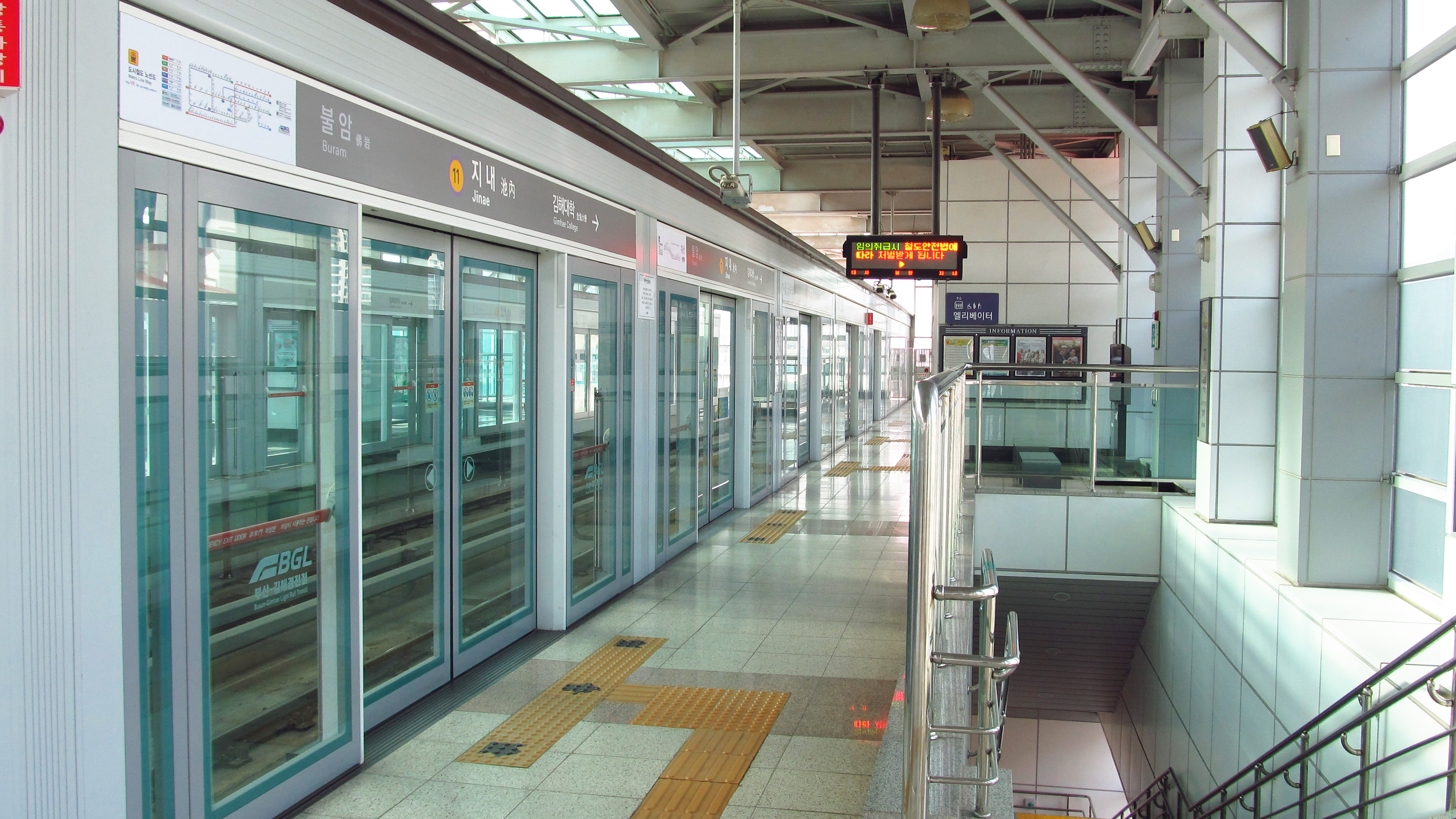
下りホーム（2018年3月）
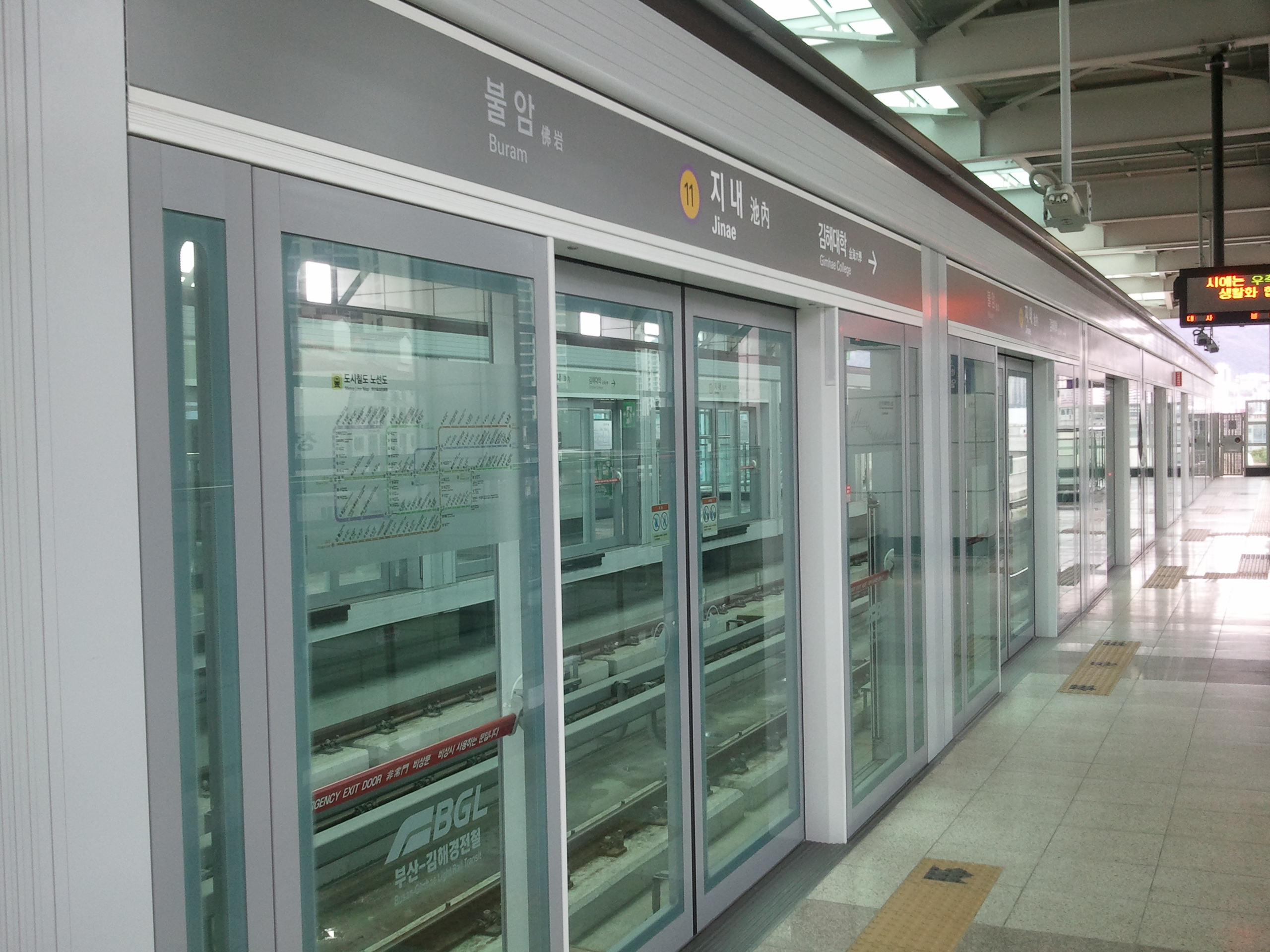
ホームドア

### のりば
| 上り | ●釜山-金海軽電鉄 | 沙上方面   |
| 下り | ●釜山-金海軽電鉄 | 加耶大方面 |

## 駅周辺
- 南海高速道路大東1トンネル

## 隣の駅
釜山-金海軽電鉄
●釜山-金海軽電鉄
仏岩駅（10） - 池内駅（11） - 金海大学駅（12）